# Преса Сіверськодонецька
Преса Сєвєродонецька — список газет і журналів, редакції яких знаходяться у м. Сєвєродонецьк, Луганської області.

## Громадсько-політичні видання
- «Правовий простір» — суспільно-політична газета; виходила друком у Сєвєродонецьку з 2007 року. Реєстраційне свідоцтво ЛГ № 935-56/Р від 10 квітня 2007 року. Власником газети була Рімма Білоцерківська — також власниця крамниці з продажу меблів. У 2006 році балотувалася на виборах голови Сєвєродонецької міської ради.
- «Сєвєродонецькі вісті»
- «Любимый город» (закрилася 2004 року)[1]
- «Третий сектор» — регіональна газета об'єднань громадян (виходила до 2014 року)
- «Узник» - незалежна християнська газета

## Розважальна преса
- «Ано́нс ТВ» — розважальний російськомовний тижневик Сєвєродонецька. Виходить раз на тиждень. Реєстраційне свідоцтво ЛГ № 1 046-167Р від 21 квітня 2008 року. Видавець Петров В. Н. Тираж 3 800 (№ 43 (130), за 27 жовтня 2010 року), головний офіс: 93400, Луганська обл., м. Сєвєродонецьк, вул. Федоренка, 10
- Наш телегид
- «Марь Ванна», «Марь Ванна плюс», «Марь Ванна ТВ» — газета для садоводів-городників.
- «Вкуснее не бывает»
- «Эврика»
- «Ескулап» — загальноукраїнська газета про здоров'я

## Інші видання
- «Северодонецкий химик»
- «Огни Северодонецка» — газета державного підприємства «Сєвєродонецька теплоелектроцентраль»

## Партійна преса
- «Пра́вда регио́на» (укр. Правда регіону) — російськомовна газета Сєвєродонецької міської організації Партії регіонів. Виходить з 2009 року нерегулярно. Реєстраційне свідоцтво ЛГ № 1 121-242Р від 22 жовтня 2009 року. Головний редактор В. В. Бутов, тираж 80 000 (№ 15 (20), від 22 жовтня 2010 року. Головний офіс 93400, Луганська обл., м. Сєвєродонецьк, пр-т. Гвардійський, 32/2

- «Братья Славяне» (укр. Брати слов'яни) — російськомовне громадсько-політичне видання Сєвєродонецька. Виходило з квітня 1996 нерегулярно. Реєстраційне свідоцтво ЛГ № 275 від 9 квітня 1996 року. Головний редактор В. А. Попов. Власник і видавець — Сєвєродонецьке відділення Українського товариства російської культури «Русь». В жовтні 2010 вийшило накладом 10 000 (№ 30 (78)). Головний офіс: 93400, Луганська обл., м. Сєвєродонецьк, вул. Енергетиків, 68, вебсторінка http://bratyaslaviane.narod.ru/